# Красная армия Японии
Красная армия Японии (яп. 日本赤軍, Нихон сэкигун) — японская леворадикальная организация. Основана в 1971 в результате слияния двух леворадикальных организаций. Лидер — Фусако Сигэнобу. Штаб-квартира находилась на территории Ливана.
Активисты Нихон сэкигун сотрудничали с Народным фронтом освобождения Палестины.
Идеология — осуждение «советского ревизионизма» и подготовка мировой революции посредством создания интернационального фронта локальных партизанских красных армий. Основными противниками революции члены Красной армии Японии считали мировой капитализм, сионизм, Израиль, антиарабское движение, а также «советский ревизионизм».
Подразделялась на три комитета — военный, идеологический и организационный. Организация формировалась из числа представителей среднего класса и люмпен-пролетариата.

## Создание

### Коммунистическая лига
В июле 1955 года, на 6-й Национальной конференции Коммунистической партии Японии произошло изменение партийной политики студенческого самоуправления, что оттолкнуло от КПЯ часть студенческого движения. В декабре 1958 года основная часть Всеяпонской федерации студенческого самоуправления (Дзэнгакурэн) вышла из состава КПЯ и сформировала Коммунистическую лигу (Бунд), который стал известен как Первый Бунд. Он возглавил протесты против Японо-американского договора безопасности 1960 года, но организация раскололась и распалась из-за внутренних споров по поводу обязанностей руководства.
В 1965 году Фусако Сигэнобу поступила в Университет Мэйдзи, активно участвуя в студенческой жизни. В 1969 году она присоединилась к воссозданной в 1966 году Коммунистической лиге, которая стала называться Второй Бунд. Сигэнобу также приняла участие в инциденте Ханэда, когда организации новых левых попытались помешать премьер-министру Японии Эйсаку Сато посетить зарубежные страны, в особенности США, устроив беспорядки в Токийском международном аэропорту (Ханэда) и вступив в противоборство с полицией.

### Фракция Красной Армии
28 апреля 1969 года в Токио прошли масштабные митинги и протесты, посвященные Дню Окинавы, во время которого организации новых левых требовали возвращения японской администрации на остров, находящийся под управлением американской администрации по Сан-Францисскому мирному договору 1951. Протесты закончились ничем. Коммунистическая лига (Второй Бунд) испытала серьезные внутренние конфликты из-за политики насильственной борьбы. В результате, в сентябре того же года самые левые члены Лиги во главе с Такая Сиоми покинули организацию и основали Фракцию Красной Армии. По данным Kyodo News, около 1969 года Фусако Сигэнобу отказалась от своей мечты стать учителем, присоединилась к группе, которая выступала за вооруженную борьбу, и помогла сформировать Фракцию Красной Армии.
Группировка выступала за политику вооруженного восстания до протестов в ноябре 1970 года, чтобы не допустить визита премьер-министра Эйсаку Сато в Соединенные Штаты, позиционируя протесты против продления Договора о безопасности в 1970 году как фактическую решающую битву (предварительная теория вооруженного восстания). Организация начала подготовку к ней, но потерпела неудачу из-за массовых арестов в инциденте на перевале Дайбосацу и подобных случаев. В ответ на массовые аресты, Такая Сиоми отстаивал «теорию международных баз» , которая гласила, что «мы создадим базы в социалистических странах и других странах, получим международную поддержку и осуществим японскую революцию», и что «нам также необходимо иметь базы для движения и союзные силы за рубежом». 31 марта 1970 года девять членов группы, включая председателя Комитета по военным делам Тамию Такамаро, покинули Японию и отправились в Северную Корею после угона Boeing 727 в Пхеньян в 1970 году. Однако организация пришла в упадок из-за последовательных арестов ее высокопоставленных членов, таких как Такая Сиоми. Кроме того, головная организация, Второй Бунд, возглавила протесты против Договора о безопасности в 1970 году, но в 1970 году она раскололась на множество сект и снова была распущена.
Тем временем в Палестине на Ближнем Востоке продолжалась вооруженная борьба против израильской оккупации, возглавляемая Организацией освобождения Палестины (ООП). Вместе с Народным фронтом освобождения Палестины (НФОП) они были ответственны за такие атаки, как угоны самолётов на «Досонс Филд» НФОП в 1970 году.

### Формирование
26 февраля 1971 года Фусако Сигэнобу из Фракции Красной Армии, Цуёси Окудайра, бывший «партизан Киотского университета», и другие заключили фиктивный брак, основанный на «теории международной базы» Фракции Красной Армии, и отправились в Палестину, чтобы присоединиться к НФОП в качестве международных добровольцев. В то время они не были признаны независимыми организациями, и называли себя «Арабской Красной Армией», «Арабским комитетом Фракции Красной Армии», «Революционной Красной Армией» и т. д. Однако, поскольку немецкая группировка, называющая себя «Фракцией Красной Армии», также сотрудничала с НФОП в качестве добровольцев, японские добровольцы стали называть себя «Японской Красной Армией» около 1974 года, чтобы отличить себя от остальных.
Часть Фракции Красной Армии, оставшаяся в Японии, позже объединилась с фракцией Революционных левых, сформировав Объединенную Красную Армию, которая впоследствии стала причиной инцидента Асама-Сансо.

## История
- 1972, 30 мая — 3 члена организации, используя автоматическое оружие, устроили бойню в аэропорту израильского города Лод (ныне аэропорт им. Бен-Гуриона), в результате теракта 26 человек погибли и 72 были ранены.
- 1974, январь — диверсия против завода «Шелл» в Сингапуре.
- 13 сентября 1974 — захват французского посольства в Гааге.
- 4 августа 1975 группа из пяти вооружённых боевиков Японской Красной Армии захватила здание филиала крупнейшей американской страховой компании Гонконга AIA Group в Куала-Лумпуре и потребовала освобождения ранее арестованных участников организации в обмен на 53 захваченных там заложников (среди которых были консул США Robert Stebbins и шведский дипломат Frederick Bergenstrahle). В ходе захвата здания нападавшие выстрелили в охранника (который получил огнестрельное ранение в голову, но выжил)[9]. Правительство Японии было вынуждено освободить 5 заключённых и доставить их в Куала-Лумпур. 7 августа 1975 года все заложники были отпущены, а экстремисты на предоставленном им самолёте DC-8 авиакомпании «Japan Airlines» улетели в Ливию[10].
- 28 сентября 1977 года после взлёта в Бомбее группа из пяти боевиков захватила самолёт DC-8[англ.] авиакомпании «Japan Airlines», 2 октября 1977 года 159 заложников были обменены на шесть арестованных в Японии террористов и 6 миллионов долларов. Террористы скрылись в Алжире.
- 14 мая 1986 — обстрел из миномётов японского, канадского и американского посольств в Джакарте.
- 12 апреля 1988 в штате Нью-Джерси с тремя самодельными бомбами был арестован Ю Кикумура[англ.], которому было предъявлено обвинение в подготовке массового убийства (в феврале 1989 года власти США опубликовали официальное заявление, что Кикумура планировал взорвать пункт приёма рекрутов ВМС США на Манхеттене 14 апреля 1988 года — в годовщину бомбардировок Ливии авиацией США)[11].
- 14 апреля 1988 года, в годовщину бомбардировок Ливии авиацией США гражданин Японии Окудайра осуществил взрыв в доме отдыха для военнослужащих США (Неаполь, Италия), находившемся в ведении Объединённых организаций обслуживания вооружённых сил (USO)[11]. В результате погибли 5 человек (1 военнослужащий ВМС США и 4 граждан Италии) и были ранены 15 человек (5 военнослужащих ВМС США и 10 гражданских лиц)[12].
- В марте 1995 года в Бухаресте была задержана Юкико Экита, которая была депортирована в Японию и арестована японской полицией после того, как самолёт  «Japan Airlines» оказался в воздушном пространстве Японии (ещё до приземления в аэропорту Токио)[13].
- 24 марта 1996 года участвовавший в угоне японского авиалайнера Боинг-727 в 1970 году Ёcими Танака был арестован в Камбодже по обвинению в использовании фальшивых долларов США на одном из пляжных курортов Таиланда и передан властям Таиланда, а в июне 1999 года — передан Японии. В декабре 2000 года он был признан виновным в угоне самолёта и осуждён[14].
- В 1996 году в Непале был арестован Цутому Сиросаки (в 1986 году обстрелявший из миномёта посольство США в Джакарте), он был передан властям США и осуждён на 30 лет тюремного заключения. 16 января 2015 года он был депортирован в Японию[15].
- В феврале 1997 года в Бейруте были задержаны пять членов Японской Красной Армии, которым было предъявлено обвинение в использовании поддельных паспортов. Правительство Японии потребовало от Ливана их экстрадиции в Японию, задержанные обратились к правительству Ливана с просьбой предоставить им политическое убежище. В июле 1997 года они признаны виновными в использовании поддельных документов и осуждены на три года тюремного заключения, после окончания которого их было решено отправить в Японию[16].
- В начале ноября 1997 года в городе Санта-Крус (Боливия) по обвинению в участии в захвате японского авиалайнера в 1977 году был задержан Дзюн Нисикава, через несколько дней он был депортирован в Японию[17].
- В ноябре 2000 года в городе Такацуки была арестована лидер Японской Красной Армии Фусако Сигэнобу[18] и осуждена в 2006 году на 20 лет заключения.

В 2000 было заявлено о роспуске Красной армии Японии.
В 2001 Государственный департамент США вычеркнул Красную армию Японии из списка действующих террористических организаций.